# This Is What I Do
This Is What I Do è un album in studio del cantautore britannico Boy George, pubblicato nel 2013.

## Tracce
1. King of Everything – 4:21
2. Bigger Than War – 3:45
3. Live Your Life – 4:33
4. My God – 4:11
5. It's Easy – 3:35
6. Death of Samantha – 5:28
7. Any Road – 4:54
8. My Star – 4:20
9. Love and Danger – 3:28
10. Nice and Slow – 4:08
11. Play Me – 6:28
12. Feel the Vibration – 5:13